# Nipponotrophon
Nipponotrophon is een geslacht van weekdieren uit de klasse van de Gastropoda (slakken).

## Soorten
- Nipponotrophon barbarae Houart & Héros, 2016
- Nipponotrophon echinus (Dall, 1918)
- Nipponotrophon elegantissimus (Shikama, 1971)
- Nipponotrophon gorgon (Dall, 1913)
- Nipponotrophon magnificus (Golikov & Sirenko, 1992)
- Nipponotrophon makassarensis Houart, 1985
- Nipponotrophon pagodus (Hayashi & Habe, 1965)
- Nipponotrophon scitulus (Dall, 1891)
- Nipponotrophon shingoi (Tiba, 1981)
- Nipponotrophon stuarti (E. A. Smith, 1880)